# William A. Graham
William A. Graham (15 de mayo de 1926 – 12 de septiembre de 2013) fue un director de cine y televisión estadounidense.

## Carrera
En 1958, Graham se destacó como un prolífico director de televisión haciendo capítulos de docenas de capítulos para series como Kraft Television Theatre, Omnibus, Checkmate, Naked City, Breaking Point, 12 O'Clock High, The F.B.I., The Fugitive, Batman, CBS Playhouse o The X-Files. En 1980, fue nominado para los Premios Emmy por su dirección en el telefilm Guyana Tragedy: The Story of Jim Jones.
Además de su trabajo en televisión, Graham dirigió películas como Honky (1971), Donde florecen los lirios (Where the Lilies Bloom) (1974), y Regreso al lago azul (Return to the Blue Lagoon) (1991), protagonizada por una jovencísima Milla Jovovich. También es conocido por haber dirigido a Elvis Presley en su última película, Cambio de hábito (Change of Habit) (1969).

## Filmografía

### Películas
| Año  | Película                               | Notas     |
| ---- | -------------------------------------- | --------- |
| 1969 | Cambio de hábito                       |           |
| 1971 | Honky                                  |           |
| 1974 | Donde florecen los lirios              |           |
| 1980 | Guyana Tragedy: The Story of Jim Jones | Telefilme |
| 1982 | Harry Tracy: El último forajido        |           |
| 1991 | Regreso al lago azul                   |           |
| 1997 | Juramento mortal                       | Telefilme |